# 吴可 (1946年)
吴可（1946年—），男，北京人，中国数学家，首都师范大学资深教授。主要从事数学物理与理论物理研究。

## 生平
早年就读于北京市第五十六中学，1964年获北京市数学竞赛高三第一名。同年考入北京大学数学专业。文化大革命时期分配到陕西农村。1978年考入中国科学院理论物理研究所，师从陆启铿学习数学物理，毕业后留所工作。1984年获得博士学位。1993年被国务院学位委员会批准为博士生导师。2001年11月调入首都师范大学数学系。2009年，受聘为河南大学数学与信息科学学院院长。